# Xavier Montsalvatge
Xavier Montsalvatge (født 11. marts 1912 i Girona, død 7. maj 2002 i Barcelona, Spanien) var en spansk komponist, violinist, lærer, professor og kritiker.
Montsalvatge studerede komposition og violin på Musikkonservatoriet i Barcelona. Han hørte til blandt de mest betydningsfulde catalanske komponister i det 20. århundrede. Han var ligeledes musikkritiker bl.a. på bladet Destino, og var professor og lærer på flere forskellige musikkonservatorier i Spanien.
Montsalvatge har skrevet to symfonier, orkesterværker, kammermusik, vokalværker, balletmusik, tre operaer, korværker og instrumental værker for mange instrumenter.

## Udvalgte værker
- Sinfonia Mediterránea - for orkester
- Sinfonia de Requiem - for sopran og orkester
- Concierto Breve - for klaver og orkester
- Tres Canciones Negras - for sopran, blandet kor og klaver